# Course à la direction de l'Association progressiste-conservatrice de l'Alberta de 2011
La course à la direction de l'Association progressiste-conservateur de l'Alberta de 2011 a débuté lors de l'annonce d'Ed Stelmach qu'il ne tentera pas d'être réélu pour la 28e élection générale (en) et qu'il démissionne de son poste du chef de l'association progressiste-conservatrice de l'Alberta. Vu que les progressiste-conservateurs forme le gouvernement de l'Alberta, le gagnant de l'élection à la chefferie devient le premier ministre de l'Alberta.

## Candidats déclarés

### Doug Griffiths
Député de Battle River-Wainwright depuis 2002.
Appuis par les membres du caucus : 2
Députés : Doug Griffiths (en), Kyle Fawcett (en)
Date du lancement officiel de sa campagne : 16 février 2011
Date de l'enregistrement officiel :

### Doug Horner
Député de Spruce Grove-Sturgeon-St. Albert (en) depuis 2001.
Il est servi au cabinet de 2004 à 2011.
Appuis par les membres du caucus : 8
Députés : Doug Horner (en), Ray Danyluk (en), Hector Goudreau (en), Jack Hayden (en), Frank Oberle Junior (en), Luke Ouellette (en), Lindsay Blackett (en), Jeff Johnson (en)
Date du lancement officiel de sa campagne : 4 février 2011
Date de l'enregistrement officiel :

### Alison Redford
Député de Calgary-Elbow et ministre de la justice de 2008 à 2011.
Appuis par les membres du caucus : 1
Députés : Alison Redford
Date du lancement officiel de sa campagne : 16 février 2011
Date de l'enregistrement officiel :